# Dprabak

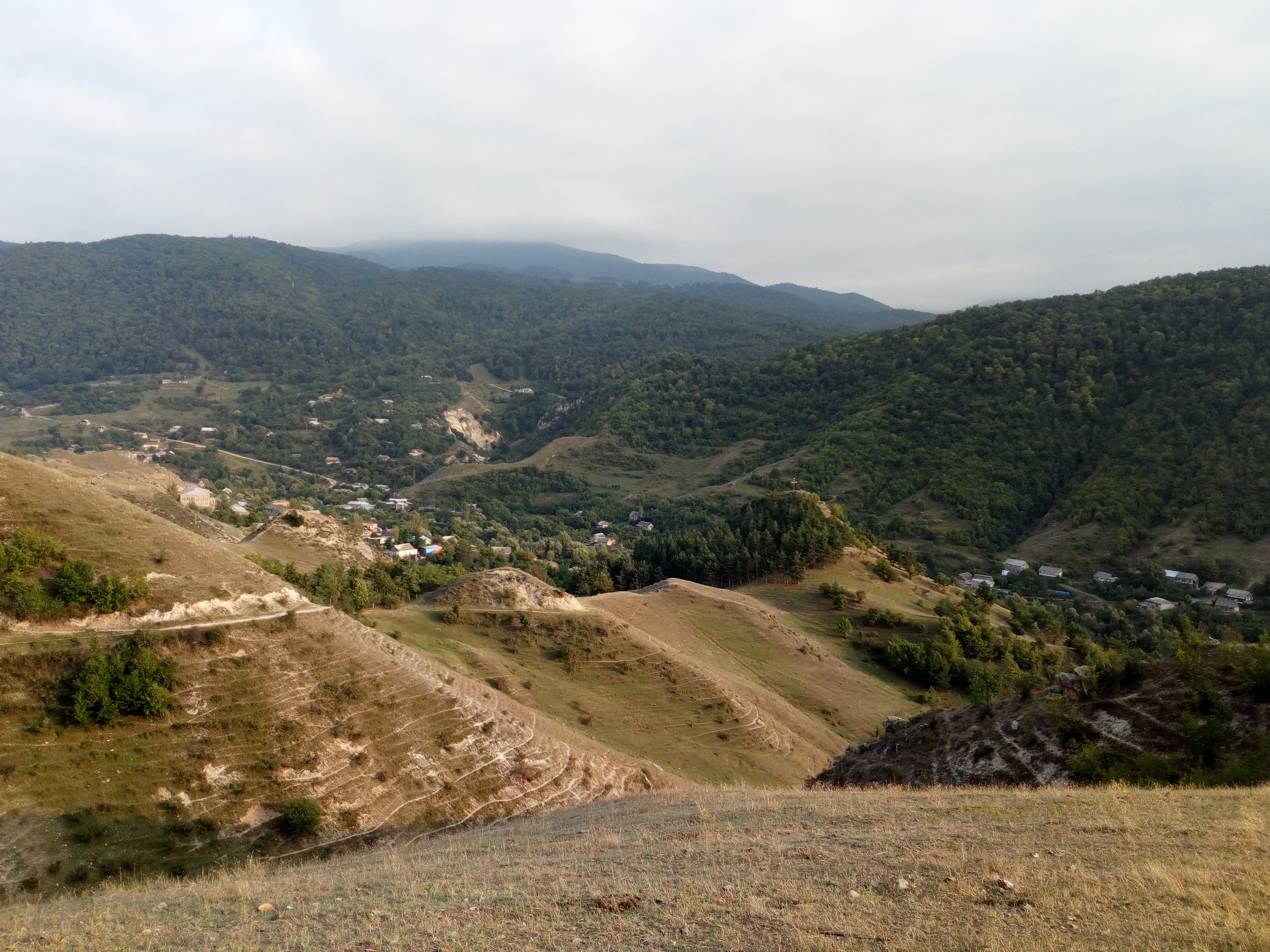
Vue générale

Dprabak (en arménien Դպրաբակ ; anciennement Chaykend) est une communauté rurale du marz de Gegharkunik, en Arménie. Fondée en 1778, elle compte 594 habitants en 2008.